# کنوانسیون جرایم سایبری

کنوانسیون جرایم سایبری معروف به «کنوانسیون جرایم سایبری بوداپست» یا به اختصار «کنوانسیون بوداپست»، نخستین معاهده‌ی بین‌المللی است که به جرائم رایانه‌ای و اینترنتی می‌پردازد و می‌کوشد قوانین ملی را سازگار کرده، روش‌های تحقیقات را ارتقا دهد و همکاری بین کشورها را بهبود بخشد. این کنوانسیون توسط شورای اروپا در سال ۲۰۰۱ ارائه شد و از ۲۳ نوامبر ۲۰۰۱ کشورها می‌توانستند آن را امضا کنند. از ابتدای ژوئیه ۲۰۰۴ کنوانسیون به اجرا درآمد. تا سال ۲۰۱۳، ۳۹ کشور از جمله کشورهای عضو اتحادیه اروپا این کنوانسیون را تصویب نموده و ۱۲ کشور نیز آن را امضا کرده‌اند.